# Vista Hermosa (Veracruz)
Vista Hermosa es una localidad ubicada en el municipio de Tres Valles en el estado mexicano de Veracruz. En el 2010 tenía una población de 467.

## Geografía
Se encuentra ubicada en las coordenadas 18°21′02″N 96°17′14″O / 18.35056, -96.28722